# کوتارو توکوناگا
کوتارو توکوناگا (ژاپنی: 徳永 晃太郎؛ زادهٔ ۱۰ نوامبر ۱۹۹۶) یک بازیکن فوتبال اهل ژاپن است.
از باشگاه‌هایی که در آن بازی کرده‌است می‌توان به باشگاه فوتبال آزول کلارو نومازو اشاره کرد.